# 舍讷费尔德
舍讷费尔德（德語：Schönefeld，發音：[ˈʃøːnəˌfɛlt] ⓘ）是德国勃兰登堡州达默-施普雷瓦尔德县的市镇，面积81.62平方千米，2023年12月31日人口为19,529人。柏林-舍訥費爾德機場（SXF）和柏林勃兰登堡机场（BER）位于该市镇。